# Sint-Medarduskerk (Ursel)

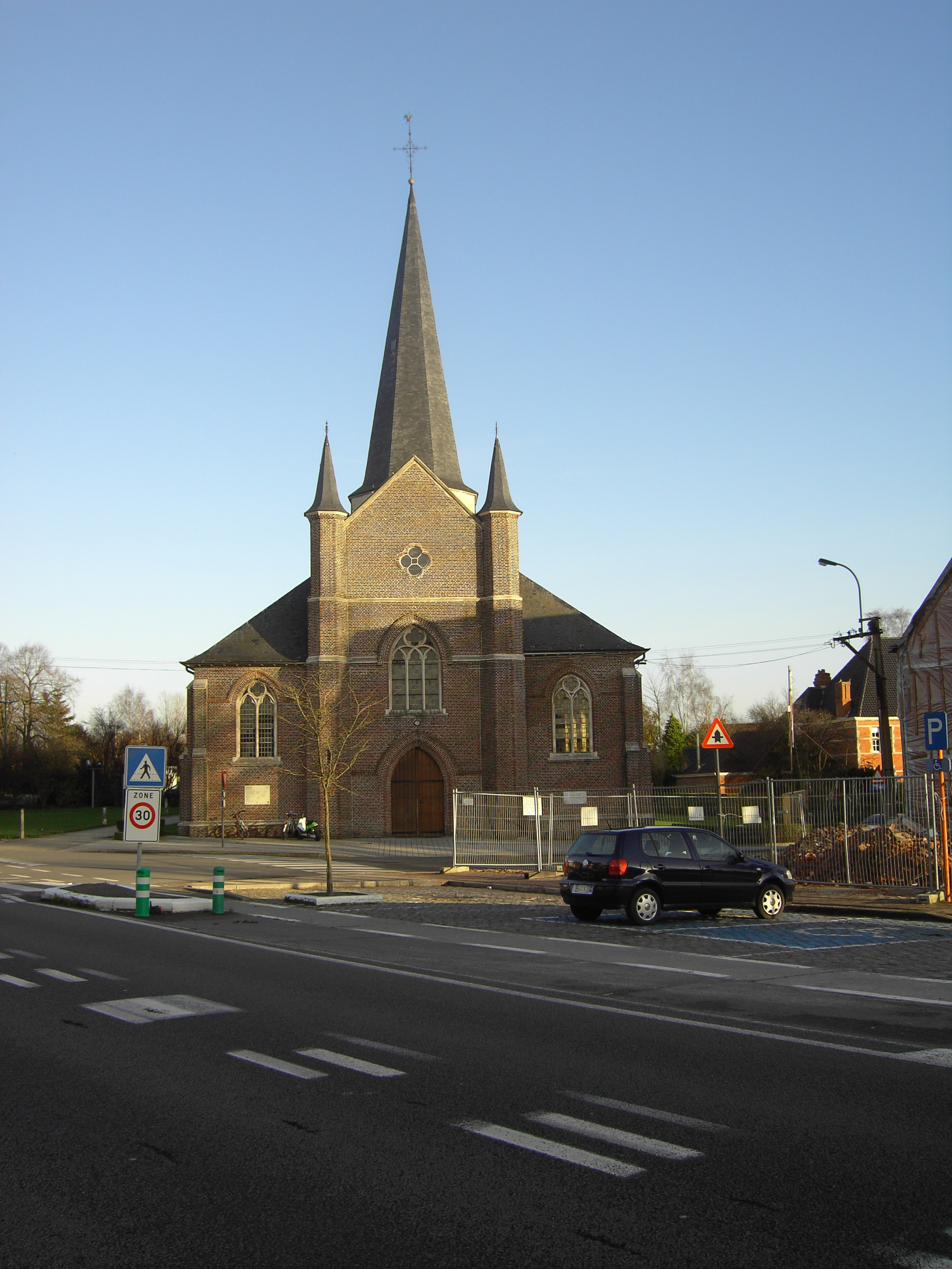
De voorgevel uit 1865.

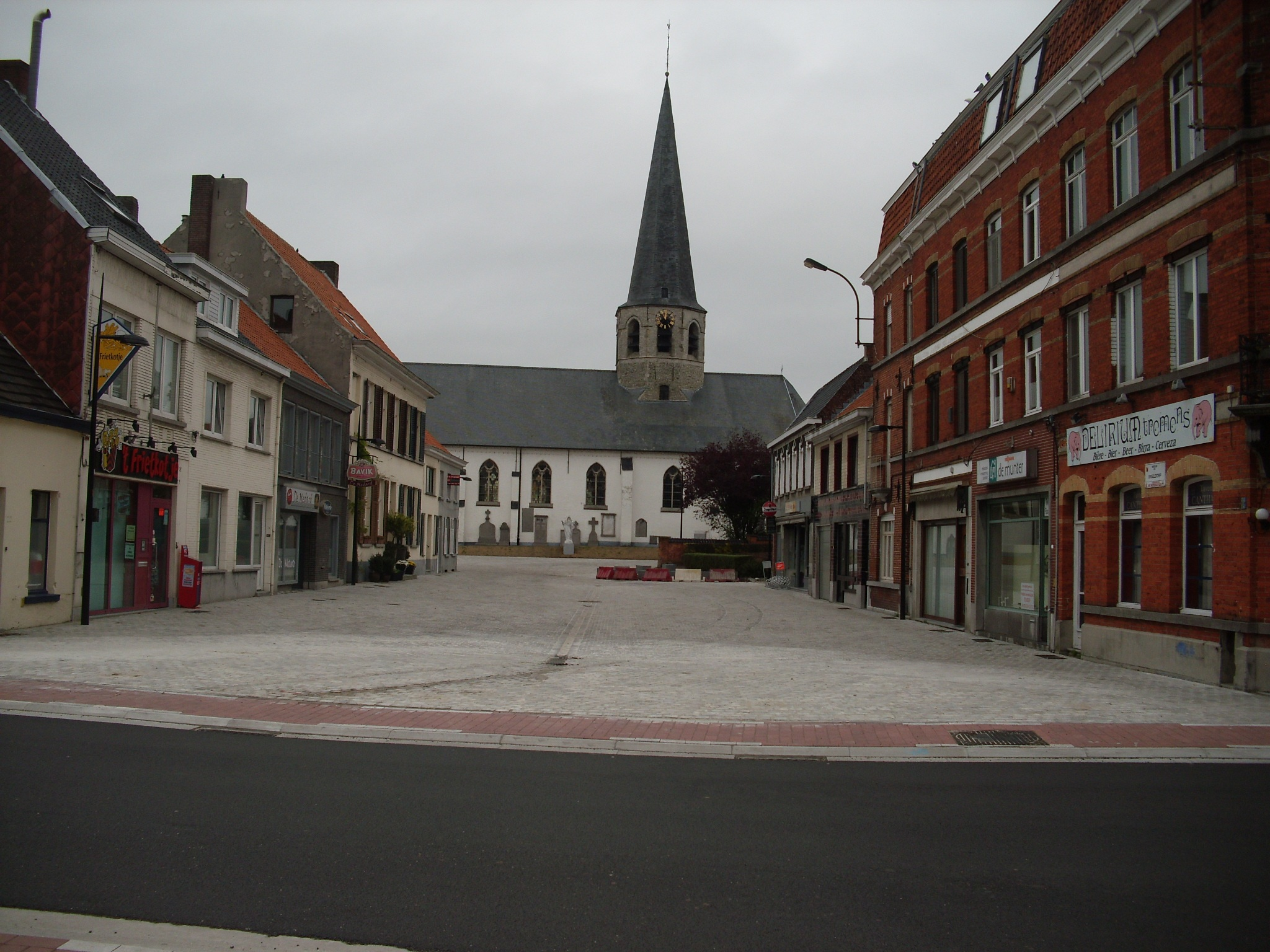
De kerk gezien vanuit het zuiden.

De Sint-Medarduskerk is een rooms-katholieke kerk in het Oost-Vlaamse Ursel (Aalter). Ze is gebouwd in het dorp en ligt aan de weg die Aalter met Eeklo verbindt, de N499.

## Verbouwingen
Waarschijnlijk bestond er reeds in 1171 een kerk in Ursel en het was de bisschop van Doornik, Walter van Marvis, die in 1242 de grenzen van de verschillende parochies had aangeduid. Oorspronkelijk moet het een kruiskerkje met een achtkantige vieringtoren geweest zijn. De kerk werd gespaard van het geweld tijdens de Beeldenstorm in de 16e eeuw.
De eerste grote verbouwingen kwamen er in 1664, toen aan beide kanten van de bestaande eenbeukige kerk afdaken werden bijgebouwd. In 1760 en 1781 werden deze afdaken vervangen door de huidige zijbeuken. In 1840 werd het kerkschip verhoogd en in 1865 werd de parochiekerk in westelijke richting voorzien van een nieuwe voorgevel. In 1872 vormde men de veertien vensters om tot neogotische spitsbogen. Die ingreep is nu nog altijd goed zichtbaar.

## Beeldenstorm
De laatste grondige restauratie had plaats in 1966 en daarbij werd met de geest van het Tweede Vaticaans Concilie rekening gehouden. De heiligen verdwenen aan de pilaren, de communiebank werd uitgebroken en het kerkhof verhuisde naar de Schaperstraat. In Ursel sprak men van een nieuwe beeldenstorm.
Door de talrijke verbouwingen in de loop der eeuwen en het ontbreken van beeldend materiaal, is het onmogelijk een beeld te vormen van hoe de kerk er in haar beginfase heeft uitgezien.

## Geklasseerd
In maart 2013 werd de kerk volledig geklasseerd als monument door de Vlaamse Gemeenschap. Het besluit werd als volgt geformuleerd: "De artistieke waarde van het kerkgebouw ligt vooral in het nog deels 17e- en 18e-eeuwse meubilair met rijkelijk gebeeldhouwde barokke preekstoel uit 1667, 18e-eeuwse portiekaltaren, koorlambrisering en -banken en drie biechtstoelen waarvan één gedateerd uit 1726. Het 18e-eeuwse orgel van Pieter van Peteghem met bijhorende stijlvolle orgelkast getuigt van een grote kunstwaarde. Dit oorspronkelijke balustrade-orgel is een zeldzaam voorbeeld van een orgel uit de beginperiode van de stamvader van de internationaal gerenommeerde orgelmakerdynastie."